# Armorial des communes du Jura
- il comporte peu ou pas de sources.
- il reste des blasons à dessiner dans cet armorial.

Blason du Jura : Coupé de Franche-Comté et d'un coupé-émanché de gueules et d'argent.
Blason de la Franche-Comté : D'azur billeté d'or, au lion couronné du même, armé et lampassé de gueules, brochant.

Cette page dresse l'ensemble des armoiries (figures et blasonnements) connues des communes du département français du Jura en disposant à ce jour. Les blasons héraldiquement fautifs (armes à enquerre) sont également inclus, mais les pseudo-blasons (gribouillages de comptoir dessinés par des amateurs, au mépris de toutes les règles de composition héraldique) sont volontairement exclus. Les villes concernées sont mentionnées là où elles devraient apparaitre, avec la mention "Ville X porte un pseudo-blason".  
- Haut – A
- B
- C
- D
- E
- F
- G
- H
- I
- J
- K
- L
- M
- N
- O
- P
- Q
- R
- S
- T
- U
- V
- W
- X
- Y
- Z

(3 dessin(s) en attente : BCC.)

## A
| Blason de Abergement-le-Grand | Blason  | D'or au sautoir de gueules.                      |
| Blason de Abergement-le-Grand | Détails | Le statut officiel du blason reste à déterminer. |

| Blason de Andelot-en-Montagne | Blason  | Échiqueté d'argent et d'azur de cinq tires, au lion de gueules armé, lampassé et couronné d'or brochant sur le tout. |
| Blason de Andelot-en-Montagne | Détails | Le statut officiel du blason reste à déterminer.                                                                     |

| Blason de Annoire | Blason  | Coupé : au 1er d'azur semé de billettes d'or à un lion issant couronné du même, armé et lampassé de gueules, au 2d de sinople à un épi de blé d'or, la tige mouvant d'une divise ondée d'azur* en pointe. |
| Blason de Annoire | Détails | * Il y a là non-respect de la règle de contrariété des couleurs : ces armes sont fautives (azur sur sinople). Le statut officiel du blason reste à déterminer.                                            |

| Blason de Arbois | Blason  | D'azur à un pélican d'argent becquetant sa poitrine gouttelée de gueules pour ses petits du second, le tout posé sur un nid d'or. |
| Blason de Arbois | Détails | Le statut officiel du blason reste à déterminer.                                                                                  |

| Blason de Archelange | Blason  | Tiercé en pairle renversé: au 1) de sinople à un chêne d'or, au 2) d'azur à un loup ravissant d'or, au 3) d'argent à un rencontre de cerf de tenné. |
| Blason de Archelange | Détails | Création JF-Binon; adoption le 3 mai 2024. |

| Blason de Aresches | Blason  | Parti de gueules au chevron d'argent,et du premier à une cuissarde d'or éperonnée du même. |
| Blason de Aresches | Détails | Le statut officiel du blason reste à déterminer.                                           |

| Blason de Arinthod | Blason  | D'azur à l'arc couché, bandé et encoché d'une flèche d'or, soutenu d'un croissant d'argent.                                                                          |
| Blason de Arinthod | Détails | Blasonnement adopté par délibération du conseil municipal de la commune nouvelle d'Arinthod en date du 7 mars 2023. Le statut officiel du blason reste à déterminer. |

| Blason de Arlay | Blason  | De gueules à la bande d'or chargée en cœur d'une étoile d'azur à plomb.                                                              |
| Blason de Arlay | Détails | Ce sont les armes de la maison de Chalon-Arlay (ou Orange-Chalon), éteinte en 1530. Le statut officiel du blason reste à déterminer. |

| Blason de Asnans-Beauvoisin | Blason  | D'azur à l'ancre d'argent maçonnée de sable ; chapé d'or chargé de deux feuilles de sinople. |
| Blason de Asnans-Beauvoisin | Détails | Le statut officiel du blason reste à déterminer.                                             |

| Blason de Aubépin (L') | Blason  | D'azur au sautoir d'or cantonné de quatre billettes du même. |
| Blason de Aubépin (L') | Détails | Le statut officiel du blason reste à déterminer.             |

| Blason de Augerans | Blason  | Bandé de gueules et d'argent.                    |
| Blason de Augerans | Détails | Le statut officiel du blason reste à déterminer. |

| Blason à dessiner | Blason  | Parti: au 1er d'or au sapin de sinople et au chef d'azur chargé d'un croissant d'argent, au 2e de gueules à trois clés en fasce rangées en pal. |
| Blason à dessiner | Détails | Le statut officiel du blason reste à déterminer.                                                                                                |

Pas d'information pour les communes suivantes : Abergement-la-Ronce, Abergement-le-Petit, Abergement-lès-Thésy, Aiglepierre, Alièze, Amange, Andelot-Morval, Ardon (Jura), Aromas, Arsure-Arsurette, Les Arsures, Arthenas, Audelange, Augea, Augisey, Aumont (Jura), Aumur, Authume, Auxange
- Haut – A
- B
- C
- D
- E
- F
- G
- H
- I
- J
- K
- L
- M
- N
- O
- P
- Q
- R
- S
- T
- U
- V
- W
- X
- Y
- Z

## B
| Blason de Baume-les-Messieurs | Blason  | D’azur à deux clés d’or passées en sautoir, les anneaux en losange pommetés. |
| Blason de Baume-les-Messieurs | Détails | Le statut officiel du blason reste à déterminer.                             |

| Blason de Baverans | Blason  | Coupé mi parti en pointe: au 1 d'azur semé de billettes d'or au lion issant couronné du même, armé et lampassé de gueules, au 2 de gueules à une façade d'église [du lieu] d'argent maçonnée de sable, au 3 d'argent à la divise surmontée d'une fasce et soutenue d'une trangle toutes ondées d'azur; à la divise d'argent chargée de l'inscription de BAVERANS en lettres capitales de sable, brochant sur la partition. |
| Blason de Baverans | Détails | Adopté (dessin transmis par la mairie),date non renseignée. |

| Blason de Beaufort | Blason  | D'azur à la tour couverte d'argent, ouverte du champ, maçonnée de sable. Devise / CriTam bellus quam fortis. |
| Blason de Beaufort | Détails | Le statut officiel du blason reste à déterminer.                                                             |

| Blason de Bellefontaine | Blason  | Coupé d'azur billetté d'or, au lion issant et brochant du même ; et de sinople à une fontaine d'argent. |
| Blason de Bellefontaine | Détails | Armes parlantes. (fontaine) Le statut officiel du blason reste à déterminer.                            |

| Blason de Bersaillin | Blason  | Tiercé en pairle renversé: au 1er de sinople à la fontaine d'or jaillissant d'argent, au 2e d'argent à la roue de sainte Catherine de gueules amputée d'un quart en chef-senestre, au 3e d'azur au cerf passant d'or accompagné en pointe d'une divise ondée d'argent. |
| Blason de Bersaillin | Détails | Création J-F Binon |

| Blason de Biarne | Blason  | D'argent à un phénix de sinople sur son immortalité de gueules, chapé ployé du même ; à dextre à la bande d'or chargée d'un sautoir du troisième, à senestre à la croix latine ancrée, ajourée en losange et anglée de quatre clous, chaque bras pommeté d'une pièce, le tout d'or. |
| Blason de Biarne | Détails | La chape dextre est aux armes des Laborey, seigneurs du lieu au XVIIe siècle. La chape senestre évoque le hameau de Saint-Vivant. Le phénix symbolise l'union entre Biarne et Saint-Vivant. Création de Nicolas Vernot, adoptée le 28 mars 2014.                                    |

| Blason de Bletterans | Blason  | D'azur au lion couronné d'or.                    |
| Blason de Bletterans | Détails | Le statut officiel du blason reste à déterminer. |

| Blason de Blois-sur-Seille | Blason  | Coupé-ondé parti : au 1 d'azur à un loup arrêté et hurlant d'or, au 2 d'argent à une roue à aubes de gueules, au 3 d'argent à une grappe de raisin de pourpre tigée et feuillée au naturel, au 4 d'azur à un pot à lait d'or; à une épée basse d'or brochant sur la partition. |
| Blason de Blois-sur-Seille | Détails | Créé par JF Binon. Adopté le 2 octobre 2020. |

| Blason de Bois-d'Amont | Blason  | Écartelé : au 1er d'azur à une lame de scie circulaire d'or chargée d'un rabot contourné du champ, au 2d d'or à un sapin de sinople, au 3e d'or à un clocher couvert à l'impériale de sinople ajouré du champ, au 4e d'azur au skieur de fond d'or. |
| Blason de Bois-d'Amont | Détails | Le statut officiel du blason reste à déterminer. |

| Blason de Bouchoux (Les) | Blason  | D'argent à la barre de sinople chargée de trois sapins du champ posés à plomb. |
| Blason de Bouchoux (Les) | Détails | Le statut officiel du blason reste à déterminer.                               |

| Blason de Bourg-de-Sirod | Blason  | De gueules à l'aigle d'argent.                   |
| Blason de Bourg-de-Sirod | Détails | Le statut officiel du blason reste à déterminer. |

| Blason de Bretenières | Blason  | Parti coupé ondé : au 1er d'azur à un cerf passant d'or, au 2e de gueules au chevron d'argent, au 3e de gueules à un héron d'argent, becqué et membré d'or, au 4e d'azur à un lion d'hermine. |
| Blason de Bretenières | Détails | Adopté le 30 mars 2022. |

| Blason de Bretenière (La) | Blason  | De gueules au château d'argent, soutenu d'une burèle ondée du même. |
| Blason de Bretenière (La) | Détails | Le statut officiel du blason reste à déterminer.                    |

| Blason de Buvilly | Blason  | D'azur à trois roses d'argent ; à la filière d'or. |
| Blason de Buvilly | Détails | Le statut officiel du blason reste à déterminer.   |

Pas d'information pour les communes suivantes : Balaiseaux, Balanod, La Balme-d'Épy, Bans, Barésia-sur-l'Ain, La Barre (Jura), Barretaine, Beffia, Bellecombe, Belmont (Jura), Besain, Bief-des-Maisons, Bief-du-Fourg, Biefmorin, Billecul, Blye, Bois-de-Gand, Boissia, La Boissière (Jura), Bonlieu, Bonnaud, Bonnefontaine (Jura), Bornay, Bourcia, Bracon, Brainans, Brans, Bréry, Brevans, Briod, Broissia
- Haut – A
- B
- C
- D
- E
- F
- G
- H
- I
- J
- K
- L
- M
- N
- O
- P
- Q
- R
- S
- T
- U
- V
- W
- X
- Y
- Z

## C
| Blason de Chamole | Blason  | De gueules à trois rocs d’échiquier d’argent.    |
| Blason de Chamole | Détails | Le statut officiel du blason reste à déterminer. |

| Blason de Champagney | Blason  | De sinople à trois agneaux d'argent onglés de sable, au franc-quartier de Franche-Comté brochant. |
| Blason de Champagney | Détails | Le statut officiel du blason reste à déterminer.                                                  |

| Blason de Champagnole | Blason  | D'azur au château fort d'argent érigé sur un mont au naturel, au chef cousu* de gueules chargé d'un agneau passant aussi d'argent. Devise / Cri'Paissez mes agneaux'                                       |
| Blason de Champagnole | Détails | * Ces armes emploient le terme « cousu » dans le seul but de contrevenir à la règle de contrariété des couleurs : elles sont fautives : gueules sur azur. Le statut officiel du blason reste à déterminer. |

| Blason de Champdivers | Blason  | D'azur au chevron d'or.                          |
| Blason de Champdivers | Détails | Le statut officiel du blason reste à déterminer. |

| Blason de Champvans | Blason  | Coupé de Franche-Comté et de gueules à la branche de chêne de sinople, englantée de trois pièces d'argent et posée en fasce; à la divise du même chargée de l'inscription « Champvans » de sable brochant sur la partition. |
| Blason de Champvans | Détails | À moins qu'il ne s'agisse des couleurs naturelles d'une branche de chêne (auquel cas il faut la blasonner "au naturel), ce blason est fautif. Le statut officiel du blason reste à déterminer.                              |

| Blason de Chancia | Blason  | Coupé ondé : au 1er d'azur semé de billettes d'or à un lion issant du même, au 2d parti au I de gueules à un pion d'échiquier d'argent et au II d'argent à un sapin arraché de sinople fûté de tenné |
| Blason de Chancia | Détails | Création Jean-François Binon.. Utilisée sur les documents de la mairie. |

| Blason de Chapelle-sur-Furieuse (La) | Blason  | Écartelé : au 1er d’azur à la lettre capitale N d’or surmontée d’une étoile rayonnante du même, au 2d d’azur à la bande d’or, au 3e de gueules au huchet d’argent, au 4e d’or plain. |
| Blason de Chapelle-sur-Furieuse (La) | Détails | Ancien blason utilisé sur des cates postales dans les années 0950/60. Jamais officialisé                                                                                             |

| Blason de Château-Chalon | Blason  | De gueules au lion d'or accompagné de trois tours d'argent, ouvertes du champ, maçonnées et ajourées de sable, rangées en chef. |
| Blason de Château-Chalon | Détails | Le statut officiel du blason reste à déterminer.                                                                                |

| Blason de Châtel-de-Joux | Blason  | Taillé d'or à un sapin de sinople, et d'azur au château d'argent.                                                                                         |
| Blason de Châtel-de-Joux | Détails | Conflit héraldique : le blasonnement annonce "un château d'argent" ; le dessin présente un château maçonné et ouvert de sable. Adopté le 23 janvier 1998. |

| Blason à dessiner | Blason  | Parti: au 1er coupé au I d'azur semé de billettes d'or et au lion couronné du même, au II de gueules au didelta de sinople et à la sultane voilée d'azur mouvant de la pointe et brochant sur le tout, au 2e de sable à la tour d'argent maçonnée ouverte et ajourée du champ. |
| Blason à dessiner | Détails | * Il y a là non-respect de la règle de contrariété des couleurs : ces armes sont fautives (sinople et azur sur gueules). Le statut officiel du blason reste à déterminer. |

| Blason de Châtenois | Blason  | Parti de deux traits, coupé d'un ondé d'une pièce vers le chef entre deux vers la pointe, de gueules et d'argent, le gueules chargé aux 1er et 3e d'une colonne toscane d'or et au 5e d'un calvaire du lieu légèrement patté, doté d'une niche à la croisure, le fut mouvant d'un dé trapézoïdal, lui même posé sur une meule aussi d'or; l'argent chargé d'une feuille de châtaignier de sinople, posée en pal au 2e, en bande au 4e et en barre au 6e. Devise / CriStant in adversis (« Elles se tiennent droites dans l'adversité ») |
| Blason de Châtenois | Détails | Adopté le 3 mars 2022. |

| Blason à dessiner | Blason  | De gueules à la fasce d'or accompagnée de trois grelots d'argent.                               |
| Blason à dessiner | Détails | Adopté le 10 mars 1957.                                                                         |
| Blason à dessiner | Alias   | D'argent au lion de sable armé, lampassé et couronné de gueules, à la bordure dentelée du même. |

| Blason de Chaussin | Blason  | De sable à la bande d'argent accompagnée en chef d'un croissant du même. |
| Blason de Chaussin | Détails | Le statut officiel du blason reste à déterminer.                         |

| Blason de Chaux-des-Crotenay | Blason  | De gueules à une tour d’argent surmontée de trois merlettes mal ordonnées du même. |
| Blason de Chaux-des-Crotenay | Détails | Le statut officiel du blason reste à déterminer.                                   |

| Blason de Chemin | Blason  | D'azur à la bande d'or.                          |
| Blason de Chemin | Détails | Le statut officiel du blason reste à déterminer. |

| Blason de Chisséria | Blason  | D'azur au croissant abaissé d'argent, les pointes terminées à dextre par un cheval ailé contourné et issant et à senestre par un dragon issant, le tout du même, au mont de trois coupeaux d'or sommé d'une tour du même ouverte du champ, l'ouverture haute chargée d'un gril d'or, la poignée en haut, à la fleur d'orchidée de pourpre brochant sur le tout en pointe. |
| Blason de Chisséria | Détails | Blason composé par Nicolas Vernot et adopté par la commune, maintenant intégrée à Arinthod. |

| Blason de Chissey-sur-Loue | Blason  | D'argent à trois quintefeuilles d'or* rangées en fasce ; au chef émanché de sable.                                |
| Blason de Chissey-sur-Loue | Détails | * Il y a là non-respect de la règle de contrariété des couleurs : ces armes sont fautives (or sur argent). Adopté |

| Blason de Choisey | Blason  | D’azur au pont droit de trois arches d’argent mouvant des flancs, posé sur une jumelle du même dont la première pièce est ondée, surmonté d’une étoile de six rais d’or anglée de six queues de comète caudées de trois pièces du même, ployées et dextrogyres. |
| Blason de Choisey | Détails | Le statut officiel du blason reste à déterminer. |

| Blason de Clairvaux-les-Lacs | Blason  | De gueules à une clef d'or ; au chef cousu d'azur à trois étoiles d'argent. |
| Blason de Clairvaux-les-Lacs | Détails | * Ces armes emploient le terme « cousu » dans le seul but de contrevenir à la règle de contrariété des couleurs : elles sont fautives : azur sur gueules. Le statut officiel du blason reste à déterminer. |

| Blason de Condamine | Blason  | De sinople au portail de la chapelle du lieu pignonné, flanqué de deux contreforts, ajouré d'un oculus du champ, au clocheton croiseté sommé d'un coq, le tout d'argent ; adextré d'un épi de maïs, senestré d'un épi de blé et soutenu d'un gland renversé tous trois tigés et feuillés d'or ; au chef ondé de Franche-Comté soutenu d'une divise ondée d'argent et adextré d'une fleur de lis d'or brochante et mouvant du flanc . |
| Blason de Condamine | Détails | Création de Nicolas Vernot et Michel Prudent, adoptée le 5 février 2009. |

| Blason de Conliège | Blason  | D'azur à la croix de Lorraine fleuronnée d'argent mouvant d’un croissant du même ; enlacée d'un cep de vigne du même fruité de gueules, accosté de deux épis de blé du second, le tout mouvant du pied de la croix. |
| Blason de Conliège | Détails | Le statut officiel du blason reste à déterminer. |

| Blason de Cosges | Blason  | Coupé : au 1er d'azur semé de billettes d'or, au 2d de gueules plain ; à un cheval ailé élancé et contourné d'argent brochant sur le tout. |
| Blason de Cosges | Détails | Le cheval ailé rappelle une légende locale. Présent sur le site de la commune.                                                             |

| Blason de Courbouzon | Blason  | Écartelé d'azur à quatre roses d'or, et de gueules à la fasce cousue du premier*, au lion d'or issant de la fasce.                                        |
| Blason de Courbouzon | Détails | * Ces armes emploient le terme « cousu » dans le seul but de contrevenir à la règle de contrariété des couleurs : elles sont fautives : azur sur gueules. |

| Blason de Courlans | Blason  | D'or à la fasce de gueules accompagnée en chef d'une aigle contournée du même en vol. Devise / CriQuietus amnis « Le fleuve tranquille » |
| Blason de Courlans | Détails | Adopté |

| Blason de Cousance | Blason  | Deux écus accolés : D’or à la croix ancrée de gueules, et du même à l’aigle du premier. |
| Blason de Cousance | Détails | Le statut officiel du blason reste à déterminer.                                        |

| Blason de Crotenay | Blason  | D'azur à neuf besants d'argent 3,3,2 et 1.       |
| Blason de Crotenay | Détails | Le statut officiel du blason reste à déterminer. |

Pas d'information pour les communes suivantes : Censeau, Cernans, Cerniébaud, Cernon (Jura), Cézia, Chaînée-des-Coupis, Les Chalesmes, Chambéria, Chamblay, Champagne-sur-Loue, Champrougier, Chapelle-Voland, Chapois, Charchilla, Charcier, Charency, Charézier, La Charme, Charnod, La Chassagne, Chassal, Château-des-Prés, La Châtelaine, Le Chateley, Châtelneuf (Jura), Châtillon (Jura), Chatonnay, La Chaumusse, Chaussenans, Chaux-Champagny, Chaux-des-Prés, La Chaux-du-Dombief, La Chaux-en-Bresse, Chavéria, Chazelles (Jura), Chemenot, Chemilla, Chêne-Bernard, Chêne-Sec, Chevigny (Jura), Chevreaux, Chevrotaine, Chille, Chilly-le-Vignoble, Chilly-sur-Salins, Choux (Jura), Cize (Jura), Clucy, Cogna, Coiserette, Coisia, Colonne (Jura), Commenailles, Communailles-en-Montagne, Condes (Jura), Conte (Jura), Cornod, Courbette, Courlaoux, Courtefontaine (Jura), Coyrière, Coyron, Cramans, Crançot, Crans (Jura), Crenans, Cressia, Crissey (Jura), Les Crozets, Cuisia, Cuttura, Cuvier (Jura)

- Haut – A
- B
- C
- D
- E
- F
- G
- H
- I
- J
- K
- L
- M
- N
- O
- P
- Q
- R
- S
- T
- U
- V
- W
- X
- Y
- Z

## D
| Blason de Damparis | Blason  | Parti de Franche-Comté et d'un coupé de Sinople à la fontaine du lieu d’argent, et de gueules à la pierre de taille d’argent, travaillée d’un burin de sable frappé d’un marteau aussi d’argent emmanché aussi de sable, le burin tenu par une senestre naissante, le maillet, par une dextre mouvant du flanc senestre, toutes deux aussi d’argent.                          |
| Blason de Damparis | Détails | Le coupé rappelle le marbre de Damparis, qui fut utilisé pour de multiples constructions et ouvrages, ainsi que des rénovations d'ouvrages dans Paris. L'usage du sable dans le coupé est discutable : théoriquement interdit sur un champ de gueules, il reste cependant suffisamment limité pour ne pas causer d'enquerre. Le statut officiel du blason reste à déterminer. |

| Blason de Dampierre | Blason  | De gueules à l'aigle au vol abaissé d'argent surmontée d'un lambel d'or,. |
| Blason de Dampierre | Détails | Le statut officiel du blason reste à déterminer. |
| Blason de Dampierre | Alias   | Écartelé, au premier d'azur à la lettre capitale N surmontée d'un soleil, le tout d'or, au deuxième aussi d'azur à la bande d'or, au troisième de gueules au cor de chasse d'or, au quatrième d'or plain. |
| Blason de Dampierre | Alias   | De gueules aux deux clefs d'argent passées en sautoir. |

| Blason de Deschaux (Le) | Blason  | Coupé d'azur à une fleur de lys d'argent accompagnée de douze étoiles d'or ordonnées en cercle, et d'or émanché de trois pièces de gueules en chef. |
| Blason de Deschaux (Le) | Détails | Adopté |

| Blason de Dole | Blason  | Coupé de Franche-Comté et de gueules au soleil d'or. Devise / CriJustitia et armis Dola |
| Blason de Dole | Détails | Le statut officiel du blason reste à déterminer.                                        |

| Blason de Domblans | Blason  | De gueules à la barre cousue d’azur* chargée de trois tours droites d’or ouvertes et ajourées du champ posées à plomb, accompagnée en chef de deux grappes de raisin d’or et de sable*, celle d’or brochant en partie à dextre sur celles de sable*, et en pointe d’une usine aussi d’or. |
| Blason de Domblans | Détails | * Ces armes emploient le terme « cousu » dans le seul but de contrevenir à la règle de contrariété des couleurs : elles sont fautives : azur sur gueules. Le statut officiel du blason reste à déterminer.                                                                                |

| Blason de Doucier | Blason  | Coupé de gueules au lion issant d’or, et d’argent à cinq barres du premier. |
| Blason de Doucier | Détails | Le statut officiel du blason reste à déterminer.                            |

| Blason de Dournon | Blason  | De gueules au chevron d'argent accompagné de trois croissants du même. Devise / CriJustitia et armis Dola |
| Blason de Dournon | Détails | Le statut officiel du blason reste à déterminer.                                                          |

| Blason de Dramelay | Blason  | D’or au chef de gueules.                         |
| Blason de Dramelay | Détails | Le statut officiel du blason reste à déterminer. |

Pas d'information pour les communes suivantes : Dammartin-Marpain, Darbonnay, Denezières, Desnes, Dessia, Les Deux-Fays, Digna, Dompierre-sur-Mont, Doye

- Haut – A
- B
- C
- D
- E
- F
- G
- H
- I
- J
- K
- L
- M
- N
- O
- P
- Q
- R
- S
- T
- U
- V
- W
- X
- Y
- Z

## E
| Blason de Équevillon | Blason  | D’argent à deux filets écotés de sinople passés en sautoir, cantonnés en chef d’une vouivre au vol de dragon éployé de gueules, ayant pour unique œil une escarboucle de même rayonnante d’or reliée à sa tête par un appendice de gueules ; aux flancs, de deux filets écotés passés en sautoir écotés et cantonnés en chef, à senestre et en pointe de trois feuilles, leur pétiole mouvant de la pointe de leur quartier, le tout de sinople ; à senestre, aussi d’un filet en bande brochant sur un filet en barre, écotés et cantonnés en chef, à dextre et en pointe de trois feuilles, leur pétiole mouvant de la pointe de leur quartier, le tout de sinople ; en pointe, d’un fanum octogonal de gueules ouvert et ajouré d’or, sur un mont de sinople mouvant de la pointe. |
| Blason de Équevillon | Détails | Conflit héraldique : le dessin ne montre pas le "filet en bande" et le "filet en barre". Le statut officiel du blason reste à déterminer. |

| Blason de Étoile (L’) | Blason  | De gueules à l'étoile d'argent.                                            |
| Blason de Étoile (L’) | Détails | Armes parlantes. (étoile) Le statut officiel du blason reste à déterminer. |

| Blason de Étrepigney | Blason  | D'azur au dextrochère habillé, posé en pal, la main bénissante, le tout d'argent, accompagné à dextre d'une feuille de chêne d'or et à senestre d'une cruche à anse du même. |
| Blason de Étrepigney | Détails | Le statut officiel du blason reste à déterminer. |

| Blason de Évans | Blason  | De gueules à la croix d'argent cantonnée de quatre coquilles du même. |
| Blason de Évans | Détails | Le statut officiel du blason reste à déterminer.                      |

Pas d'information pour les communes suivantes : Éclans-Nenon, Écleux, Écrille, Entre-deux-Monts, Les Essards-Taignevaux, Esserval-Combe, Esserval-Tartre, Essia (Jura), Étival (Jura)
- Haut – A
- B
- C
- D
- E
- F
- G
- H
- I
- J
- K
- L
- M
- N
- O
- P
- Q
- R
- S
- T
- U
- V
- W
- X
- Y
- Z

## F
| Blason de Falletans | Blason  | De gueules à la croix fleuronnée d'argent, au chef cousu d'azur chargé de trois cœurs d'or. |
| Blason de Falletans | Détails | * Ces armes emploient le terme « cousu » dans le seul but de contrevenir à la règle de contrariété des couleurs : elles sont fautives : azur sur gueules. Le statut officiel du blason reste à déterminer. |

| Blason de Favière (La) | Blason  | D’azur au lion couronné d’or.                    |
| Blason de Favière (La) | Détails | Le statut officiel du blason reste à déterminer. |

| Blason de Fay-en-Montagne | Blason  | Coupé : au 1er d'azur semé de billettes d'or, à un rencontre de vache du même, au 2d parti au I de gueules à trois meules de fromage (comté) d'or, au II d'or à un fayard (hêtre) de sinople sur un mont du même. Devise / CriFay ne t'y frotte |
| Blason de Fay-en-Montagne | Détails | Le premier est aux armes de la Franche-Comté où le lion a été remplacé par un rencontre de bœuf afin d'évoquer l'activité du village centrée sur l'élevage bovin. Les trois meules rappellent la fabrication du comté au sein de la fruitière du village. Le fayard sur un mont est une allusion au nom de la commune. Armes parlantes. Adopté le 14 avril 1995. |

| Blason de Fétigny | Blason  | De gueules aux trois chevrons d'or.              |
| Blason de Fétigny | Détails | Le statut officiel du blason reste à déterminer. |

Foncine-le-Bas porte un pseudo-blason.
| Blason de Fontainebrux | Blason  | Parti: au 1 d'argent à un chêne arraché de sable; au 2 d'or à une fontaine d'or jaillissant d'argent; le tout au chef d'azur semé de billettes d'or au lion couronné issant du même, armé et lampassé de gueules |
| Blason de Fontainebrux | Détails | Crée par : JF Binon. .Adopté le 10 mars 2021. |

| Blason de Foucherans (Jura) | Blason  | De sinople à la barre ondée d’argent chargée d’une roue de moulin de gueules posée à plomb, accompagnée d’un soleil d’or en chef et d’une enclume du même en pointe. |
| Blason de Foucherans (Jura) | Détails | Le statut officiel du blason reste à déterminer. |

| Blason de Fraisans | Blason  | D'or au cerf passant sur une terrasse isolée parsemée de touffes d'herbe sèche, le tout au naturel, au chef d'azur à quatre marteaux d'argent affrontés et passés en sautoir deux à deux. |
| Blason de Fraisans | Détails | Les marteaux évoquent les célèbres forges de Fraisans et le cerf s'inspire des armes d'une ancienne famille locale portant le nom de Fraisans. Adopté le 28 janvier 2010.                 |

Pas d'information pour les communes suivantes : La Ferté, Le Fied, Florentia, Foncine-le-Haut, Fontenu, Fort-du-Plasne, Foulenay, Francheville (Jura), Fraroz, Frasne-les-Meulières, La Frasnée, Le Frasnois, Frébuans, Froideville (Jura), Frontenay (Jura)

- Haut – A
- B
- C
- D
- E
- F
- G
- H
- I
- J
- K
- L
- M
- N
- O
- P
- Q
- R
- S
- T
- U
- V
- W
- X
- Y
- Z

## G
| Blason de Gendrey | Blason  | Losangé d'argent et de sable, au chef de gueules. |
| Blason de Gendrey | Détails | Le statut officiel du blason reste à déterminer.  |

| Blason de Germigney | Blason  | D'azur à deux licornes affrontées d'or, leurs cornes d'argent passées en sautoir. |
| Blason de Germigney | Détails | Le statut officiel du blason reste à déterminer.                                  |

| Blason de Geruge | Blason  | Divisé en chevron : au 1er de gueules chargé à dextre d'un soleil d'or et à senestre d'une cloche du même, au 2d du même au casque de centurion romain au naturel* soutenu de deux flèches de gueules, ferrées d'argent*, posées en fasce l'une au-dessus de l'autre, la première contournée ; au chevron d'argent bordé crénelé d'azur en chef, brochant sur la partition.                                                                             |
| Blason de Geruge | Détails | Tel que décrit ci-dessus, le heaume romain peut être teint soit d'argent, soit d'acier. On cherchera à privilégier l'acier pour éviter une enquerre. Pour les flèches cependant, le blasonnement d'argent constituerait une faute. * Il y a là non-respect de la règle de contrariété des couleurs : ces armes sont fautives (chevron d'argent sur champ d'or, bordé en chef au lieu d'en pointe). Création de Romain Bey, adoptée le 16 décembre 2014. |

| Blason de Gevry | Blason  | Écartelé, le trait du coupé ondé : au 1er d'azur à un monoplan contourné en vol d'or, au 2e de sinople à une tour masurée d'argent, ouverte et ajouré du champ, maçonnée de sable, au 3e de sinople à une gerbe de blé d'or liée de gueules, au 4e d'azur à un héron cendré d'argent, becqué et membré d'or, accompagné en pointe d'un roseau à massette d'or |
| Blason de Gevry | Détails | . Différences entre dessin et blasonnement : Il est dit "un roseau à massette" mais le dessin en présente trois. Le statut officiel du blason reste à déterminer. |

| Blason de Gevingey | Blason  | De pourpre semé de grappes de raisin d'argent, au lion couronné d'or armé et lampassé de gueules brochant, soutenu du château du lieu d'argent essoré de tenné ; à la filière de sinople. |
| Blason de Gevingey | Détails | Le statut officiel du blason reste à déterminer. |

| Blason de Gizia | Blason  | Tiercé en pairle renversé : au 1er de sinople à la fleur de saxifrage [Saxifraga giziana] au naturel, au 2e d'or au hibou grand-duc de gueules, au 3e d'azur à la truite d'argent. |
| Blason de Gizia | Détails | Le 1er représente la fleur de Saxifraga giziana, espèce endémique protégée, sur un champ de sinople représentant l’agriculture. Le 2e évoque la présence du hibou grand-duc sur la commune. Enfin, la truite représente la rivière Gizia, prenant sa source dans la commune. Armoiries composées par Jean-François Binon et adoptées le 6 février 2020. |

| Blason de Grozon | Blason  | Coupé émanché d'or et d'azur. |
| Blason de Grozon | Détails | Adopté                        |

Pas d'information pour les communes suivantes : Gatey, Genod, Geraise, Gigny (Jura), Gillois, Grande-Rivière (Jura), Grange-de-Vaivre, Granges-sur-Baume, Graye-et-Charnay, Gredisans, Grusse

- Haut – A
- B
- C
- D
- E
- F
- G
- H
- I
- J
- K
- L
- M
- N
- O
- P
- Q
- R
- S
- T
- U
- V
- W
- X
- Y
- Z

## H
Pas d'information pour les communes suivantes : Hautecour (Jura), Les Hays

## I
Pas d'information pour les communes suivantes : Ivory, Ivrey

## J
| Blason de Jeurre | Blason  | Tranché d'azur à l'arbre au naturel soutenu d'un vol d'or, et du même au cerf passant au naturel ; à la bande de sable chargée de deux fois isolées d'argent, brochant sur la partition. |
| Blason de Jeurre | Détails | Création de Messieurs Charlie Escarbelt, Julien Manna, Cyril Piroux et Frédéric Luz, adoptée le 12 décembre 2008.                                                                        |

| Blason de Jouhe | Blason  | Coupé ondé : au 1er d'azur semé de billettes d'or à un lion issant, couronné d'or, armé et lampassé de gueules, au 2d de sinople à deux clés d'argent passées en sautoir et à une volute de crosse de gueules brochant sur les clés. |
| Blason de Jouhe | Détails | Le statut officiel du blason reste à déterminer. |

## L
| Blason de Lavancia-Epercy | Blason  | D'azur à la croix dentelée d'or.                 |
| Blason de Lavancia-Epercy | Détails | Le statut officiel du blason reste à déterminer. |

| Blason de Lavans-lès-Dole | Blason  | D'azur à la porte de ville flanquée de deux tours d'argent, ouverte du champ (à la filière d'argent). |
| Blason de Lavans-lès-Dole | Détails | Le statut officiel du blason reste à déterminer.                                                      |

| Blason de Lombard | Blason  | D'or à la bande de sable chargée de trois têtes de léopard du champ. |
| Blason de Lombard | Détails | Le statut officiel du blason reste à déterminer.                     |

| Blason de Longchaumois | Blason  | D'azur au sapin arraché d'argent dont le tronc est une épée pommetée sans garde du même, au chef cousu de gueules* chargé d'une fleur de souci d'or.                                                       |
| Blason de Longchaumois | Détails | * Ces armes emploient le terme « cousu » dans le seul but de contrevenir à la règle de contrariété des couleurs : elles sont fautives : gueules sur azur. Le statut officiel du blason reste à déterminer. |

| Blason de Longwy-sur-le-Doubs | Blason  | D'azur à la bande d'or.                          |
| Blason de Longwy-sur-le-Doubs | Détails | Le statut officiel du blason reste à déterminer. |

| Blason de Lons-le-Saunier | Blason  | Coupé d'un parti de gueules à la bande d'or et du même au huchet d'azur, virolé et enguiché de gueules ; et d'argent plain.    |
| Blason de Lons-le-Saunier | Détails | Ici le huchet est "équipé" d'argent sur la 1re photo et de gueules sur la 2e. Le statut officiel du blason reste à déterminer. |

| Blason de Louverot (Le) | Blason  | D'argent au pal de gueules, à la fasce du même chargée d'un lion issant d'or, brochante. |
| Blason de Louverot (Le) | Détails | Le statut officiel du blason reste à déterminer.                                         |
| Blason de Louverot (Le) | Alias   | D'or aux deux loups de gueules passant l'un sur l'autre.                                 |

Pas d'information pour les communes suivantes : Lac-des-Rouges-Truites, Ladoye-sur-Seille, Lains, Lajoux (France), Lamoura, Le Larderet, Largillay-Marsonnay, Larnaud, Larrivoire, Le Latet, La Latette, Lavangeot, Lavans-lès-Saint-Claude, Lavans-sur-Valouse, Lavigny (Jura), Lect, Légna, Lemuy, Lent (Jura), Leschères, Lézat (Jura), Loisia, Longcochon, Loulle, Louvatange, Louvenne, La Loye

- Haut – A
- B
- C
- D
- E
- F
- G
- H
- I
- J
- K
- L
- M
- N
- O
- P
- Q
- R
- S
- T
- U
- V
- W
- X
- Y
- Z

## M
| Blason de Marigna-sur-Valouse | Blason  | D'argent à deux fasces d'azur.                   |
| Blason de Marigna-sur-Valouse | Détails | Le statut officiel du blason reste à déterminer. |

| Blason de Menétru-le-Vignoble | Blason  | Tiercé en pairle renversé : au 1er d'azur semé de billettes d'or, à un lion du même brochant, au 2e d'argent à une grappe de raisin feuillée de sinople et tigée de tenné, au 3e de gueules à une volute de crosse d'or. |
| Blason de Menétru-le-Vignoble | Détails | Armes parlantes. (vigne) Le statut officiel du blason reste à déterminer. |

| Blason de Menétrux-en-Joux | Blason  | Taillé abaissé à senestre, haussé à dextre ; d’argent à l’ombre d’une montagne de sinople chargée de sapins du même en nombre, et d’azur à la cascade d’argent coulant d’un rocher isolé de sable. |
| Blason de Menétrux-en-Joux | Détails | Le statut officiel du blason reste à déterminer. |

| Blason de Meussia | Blason  | Taillé d'or et d'azur, à la tourelle d'argent maçonnée de sable brochant en coeur. |
| Blason de Meussia | Détails | Le statut officiel du blason reste à déterminer.                                   |

| Blason de Miéry | Blason  | Tiercé en pairle renversé : au 1er de sinople à la gerbe de blé d'or liée de gueules, au 2e d'or au gril de gueules posé en pal, la poignée en bas, au 3e d'azur à trois fasces ondées d'argent. |
| Blason de Miéry | Détails | Adopté |

| Blason de Mignovillard | Blason  | D’or à une potence de sinople à dextre, à laquelle est appendu un chaudron de tenné surchargé d’un bourg d’argent, à deux sapins de sinople mouvant du flanc senestre et brochant l’un sur l’autre. |
| Blason de Mignovillard | Détails | Le statut officiel du blason reste à déterminer. |

| Blason de Moirans-en-Montagne | Blason  | D'or à la tête de maure de sable; au chef d'azur chargé à dextre d'un flanchis d'or et à senestre d'une étoile à six rais d'argent. |
| Blason de Moirans-en-Montagne | Détails | Le statut officiel du blason reste à déterminer.                                                                                    |
| Blason de Moirans-en-Montagne | Alias   | D'or à une tête de maure accompagnée en chef-dextre d'une étoile, le tout de sable.                                                 |

| Blason de Moissey | Blason  | D'azur à une licorne saillante d'argent posée sur une montagne du même mouvant de la pointe. |
| Blason de Moissey | Détails | Le statut officiel du blason reste à déterminer.                                             |

| Blason de Molpré | Blason  | De gueules au chevron d'argent chargé de trois trèfles de sinople, soutenu d'un croissant d'or. |
| Blason de Molpré | Détails | Le statut officiel du blason reste à déterminer.                                                |

| Blason de Monnières | Blason  | Tranché dentelé: au 1er de sinople au huchet contourné d'or, au 2e d'argent à l'arbre de sinople. |
| Blason de Monnières | Détails | Le statut officiel du blason reste à déterminer.                                                  |

| Blason de Montaigu | Blason  | De gueules au croissant d'argent.                |
| Blason de Montaigu | Détails | Le statut officiel du blason reste à déterminer. |

| Blason de Montbarrey | Blason  | Coupé : au premier d'azur à la croix d'argent, au second de gueules à l'aigle d'or becquée et lampassée du champ. |
| Blason de Montbarrey | Détails | Le statut officiel du blason reste à déterminer.                                                                  |

| Blason de Montfleur | Blason  | De gueules à la bande d'or.                      |
| Blason de Montfleur | Détails | Le statut officiel du blason reste à déterminer. |

| Blason de Montmirey-la-Ville | Blason  | Burelé d'argent et de sable au lion de gueules brochant. |
| Blason de Montmirey-la-Ville | Détails | Le statut officiel du blason reste à déterminer.         |

| Blason de Montmirey-le-Château | Blason  | Burelé d'argent et de sable au lion de gueules brochant. |
| Blason de Montmirey-le-Château | Détails | Le statut officiel du blason reste à déterminer.         |

| Blason de Montmorot | Blason  | Losangé d'argent et de gueules de six tires,. |
| Blason de Montmorot | Détails | Adopté.                                       |

| Blason de Montrond | Blason  | De gueules au chevron d'argent accompagné de trois besants d'or. |
| Blason de Montrond | Détails | Le statut officiel du blason reste à déterminer.                 |

| Blason de Mont-sous-Vaudrey | Blason  | Parti d'azur et de gueules, au coq de clocher du lieu d'argent, barbé et crêté de gueules, son axe issant d'un soleil non figuré d'or mouvant de la pointe, chargé d'un sabot de sable et bordé d'un disque d'argent componé de cinq pièces, le tout brochant sur la partition. Devise / CriTenax omnia domet (Celui qui est tenace vient à bout de tout) |
| Blason de Mont-sous-Vaudrey | Détails | Les couleurs républicaines bleu, blanc & rouge renvoient à Jules Grévy, président de la République de 1879 à 1887, né, mort, et enterré à Mont-sous-Vaudrey. Le coq est celui du clocher locale et symbolise également la communauté villageoise. Le sabot évoque les activités économiques d'autrefois mais est aussi un hommage à Jean Bavilley, qui monta à pied et en sabots à Paris afin de demander la restitution, qu'il obtint, d'une partie des bois communaux que l'ancienne famille seigneuriale Domet s'était appropriée. Le soleil est pour la connaissance et le progrès partagé, qu'ont incarné de nombreux natifs de la commune, comme Léon Guignard. Enfin l'arche d'argent évoque la forme du monument funéraire de Jules Grévy. Création Nicolas Vernot, adoptée en janvier 2021. |

| Blason de Morbier | Blason  | Taillé d'or à un viaduc de ??? en perspective, et du même à un sapin de sinople stylisé mouvant du flanc senestre, chargé d'un fer à cheval d'argent versé en bande ; à la barre de ??? chargée de huit besants d'or brochant sur le taillé. |
| Blason de Morbier | Détails | Tel quel, le blason est fautif. Mais les couleurs sont incertaines, et peuvent donc être erronées. |

| Blason de Morez | Blason  | D'or au sapin de sinople mouvant d'une roue de moulin de gueules mouvant à son tour d'une onde d'azur. |
| Blason de Morez | Détails | Le statut officiel du blason reste à déterminer.                                                       |

| Blason de Mouchard | Blason  | De sable au lion d'argent, armé, lampassé et couronné d'or, au chef du même chargé de trois chênes arrachés au naturel. |
| Blason de Mouchard | Détails | Le statut officiel du blason reste à déterminer.                                                                        |

Pas d'information pour les communes suivantes : Macornay, Maisod, Malange, Mallerey, Mantry, Marigny (Jura), Marnézia, Marnoz, La Marre, Martigna, Mathenay, Maynal,  Menotey, Mérona, Mesnay, Mesnois, Messia-sur-Sorne, Mièges, Mirebel, Moiron, Molain (Jura), Molamboz, Molay (Jura), Molinges, Les Molunes, Monay, Monnet-la-Ville, Monnetay, Mont-sur-Monnet, Montagna-le-Reconduit, Montagna-le-Templier, Montain, Montcusel, Monteplain, Montfleur, Montholier, Montigny-lès-Arsures, Montigny-sur-l'Ain, Montmarlon, Montrevel (Jura), La Mouille, Mournans-Charbonny, Les Moussières, Moutonne, Moutoux, Mutigney

- Haut – A
- B
- C
- D
- E
- F
- G
- H
- I
- J
- K
- L
- M
- N
- O
- P
- Q
- R
- S
- T
- U
- V
- W
- X
- Y
- Z

## N
| Blason de Nancuise | Blason  | D'or à la bande componée d'azur et de sable.     |
| Blason de Nancuise | Détails | Le statut officiel du blason reste à déterminer. |

| Blason de Ney | Blason  | D'argent au cavalier gaulois au naturel, accompagné de trois fleurs de daphné de pourpre boutonnées du champ ; au comble du même chargé de l'inscription « NEY » de sable. |
| Blason de Ney | Détails | Le statut officiel du blason reste à déterminer. |

| Blason de Nozeroy | Blason  | De gueules à la bande d'or, au sapin arraché de sinople brochant sur le tout, à l'ours au naturel rampant à senestre sur le fût de l'arbre. |
| Blason de Nozeroy | Détails | Le statut officiel du blason reste à déterminer.                                                                                            |

Pas d'information pour les communes suivantes : Nanc-lès-Saint-Amour, Nance (Jura), Les Nans, Nantey, Neublans-Abergement, Neuvilley, Nevy-lès-Dole, Nevy-sur-Seille, Nogna
- Haut – A
- B
- C
- D
- E
- F
- G
- H
- I
- J
- K
- L
- M
- N
- O
- P
- Q
- R
- S
- T
- U
- V
- W
- X
- Y
- Z

## O
| Blason de Offlanges | Blason  | D’azur au mont haussé à trois coupeaux unis, le deuxième d’un diamètre double des deux autres et sommé d’une ombre de clocher du lieu ajourée du champ, mouvante de et unie à lui, le tout d’or; le mont chargé d’une croix de calvaire légèrement pattée d’azur, au pied fiché dans une meule de même et chargée d’un filet en croix recroisetée d’argent, le calvaire accosté de deux grappes de raisin d’azur tigées et vrillées de gueules; le clocher accosté de deux lions naissants et adossés, ailés et couronnés d’or, armés et lampassés de gueules. |
| Blason de Offlanges | Détails | Le statut officiel du blason reste à déterminer. |

Orbagna porte un pseudo-blason.
| Blason de Orchamps | Blason  | D'azur au chevron d'or accompagné de trois glands renversés du même, leur cupule de sable. |
| Blason de Orchamps | Détails | Le statut officiel du blason reste à déterminer.                                           |

| Blason de Orgelet | Blason  | D'azur à trois épis d'orge d'or.                                  |
| Blason de Orgelet | Détails | Armes parlantes. Le statut officiel du blason reste à déterminer. |

| Blason de Ounans | Blason  | De Savoie.                                       |
| Blason de Ounans | Détails | Le statut officiel du blason reste à déterminer. |

| Blason de Our | Blason  | Parti de gueules à l'épée d'argent garnie d'or, aux deux clefs du même passées en sautoir, les pannetons vers l'intérieur, brochant sur la lame de l'épée ; et de sinople à la campenne (cloche) d'or ; à la fasce ondée abaissée d'argent brochant en pointe sur le parti. |
| Blason de Our | Détails | Le statut officiel du blason reste à déterminer. |

Pas d'information pour les communes suivantes : Onglières, Onoz (Jura), Ougney, Oussières

- Haut – A
- B
- C
- D
- E
- F
- G
- H
- I
- J
- K
- L
- M
- N
- O
- P
- Q
- R
- S
- T
- U
- V
- W
- X
- Y
- Z

## P
| Blason de Pannessières | Blason  | Coupé emmanché de deux pièces engrêlées d'azur sur une et deux demies de sinople, au filet sur le trait de partition, d'argent, tréflé de même aux pointes des deux pièces d'azur : au 1er chargé d'une couronne de huit épis de millet d'or, ployés sur leur dextre et adossés, la tige de chaque épi brochant sur celle de l'épi qui le précède, la couronne mouvant de la pointe de sinople, au 2e chargé d'une serpette de vigneron d'argent emmanchée d'or, ayant pour poinçon un flanchis de sable. Devise / CriPax Nobiscum « La paix soit avec nous. » |
| Blason de Pannessières | Détails | Création de Nicolas Vernot, adoptée le 24 mai 2012. |

| Blason de Parcey | Blason  | D'azur à un pont d'or accompagné en chef d'une tête de loup d'argent et en pointe d'une roue de moulin du même. |
| Blason de Parcey | Détails | Le statut officiel du blason reste à déterminer.                                                                |

| Blason de Patornay | Blason  | D'azur à une rose d'or accompagnée de trois croissants d'argent. |
| Blason de Patornay | Détails | L'Armorial de France distingue ce blason (celui de la famille de Patornay) de celui de la ville, qu'elle considère comme un pseudo-blason. Prudence avant d'utiliser ce blason comme source ! |

| Blason de Perrigny | Blason  | Taillé-abaissé à senestre d'or à une grappe de raisin de gueules tigée d'azur, à l'inscription « JURA » du même en chef senestre, et de gueules à deux roues dentées d'or percées d'azur et engrenées en barre, accompagnées en pointe d'une losange d'azur sommée de flammes de sable bordées d'or et au petit listel du même chargé de l'inscription « Per Ignis » de sable, brochant sur la losange ; le tout sommé d'un comble d'azur chargé de l'inscription « PERRIGNY » en lettres capitales d'or. |
| Blason de Perrigny | Détails | * Il y a là non-respect de la règle de contrariété des couleurs : ces armes sont fautives (Losange azur sur gueules). Le statut officiel du blason reste à déterminer. |

| Blason de Pesse (La) | Blason  | De gueules à un sapin de sinople enneigé d'argent, au chef de Franche-Comté. |
| Blason de Pesse (La) | Détails | * Il y a là non-respect de la règle de contrariété des couleurs : ces armes sont fautives (sinople sur gueules (écrit d'argent futé de sinople serait non fautif)). Adopté le 19 avril 2002. |

| Blason de Picarreau | Blason  | De gueules à saint Antoine de carnation vêtu d'argent, senestré d'un cochon du même à ses pieds et accosté en chef des lettres capitales S à dextre et A à senestre d'or ; au chef cousu d'azur* chargé d'un puits d'or maçonné de sable. |
| Blason de Picarreau | Détails | * Il y a là non-respect de la règle de contrariété des couleurs : ces armes sont fautives (azur sur gueules). Différences entre dessin et blasonnement : l'auréole d'or non précisé. Le statut officiel du blason reste à déterminer.     |

| Blason de Pin (Le) | Blason  | D'argent à la fasce de gueules chargée d'un lion issant d'or. |
| Blason de Pin (Le) | Détails | Le statut officiel du blason reste à déterminer.              |

| Blason de Planches-en-Montagne (Les) | Blason  | De sable à une divise d'argent, accompagnée en chef d'un sapin d'or et en pointe d'une roue de moulin pleine du même. |
| Blason de Planches-en-Montagne (Les) | Détails | Le statut officiel du blason reste à déterminer.                                                                      |

| Blason de Pleure | Blason  | D'azur au pairle d'argent adextré d'un gril d'or, la poignée en bas, et senestré d'une quintefeuille du même. |
| Blason de Pleure | Détails | Adopté en mai 2001.                                                                                           |

| Blason de Plumont | Blason  | De sinople à la hache d'argent emmanchée d'or, posée en barre, plantée dans une souche d'arbre arrachée de sable*.                      |
| Blason de Plumont | Détails | Même s'il n'y a pas ici d'enquerre stricto sensu, l'usage de sable ici est discutable. Le statut officiel du blason reste à déterminer. |

| Blason de Poligny | Blason  | Coupé de Franche-Comté et d'argent plain.        |
| Blason de Poligny | Détails | Le statut officiel du blason reste à déterminer. |

| Blason de Pont-de-Poitte | Blason  | D'azur au pont de trois arches d'argent, les arches remplies du même, maçonné de sable et surmonté au canton senestre du chef d'une étoile du second posée en barre. |
| Blason de Pont-de-Poitte | Détails | Armes parlantes. Le statut officiel du blason reste à déterminer. |

| Blason de Pont-du-Navoy | Blason  | Barré d'azur et d'or, à deux poissons ployés de sinople l'un au-dessus de l'autre, celui de la pointe contourné et renversé, accompagnés en chef d'un pont droit de quatre arches de gueules, lui-même surmonté de l'inscription "PONT DU NAVOY" de sable. |
| Blason de Pont-du-Navoy | Détails | Armes parlantes. Le statut officiel du blason reste à déterminer. |

| Blason de Port-Lesney | Blason  | Coupé de Franche-Comté, et de gueules au pont de deux piles d'argent sur une rivière ondée du second et d'azur. |
| Blason de Port-Lesney | Détails | Le statut officiel du blason reste à déterminer.                                                                |

| Blason de Prémanon | Blason  | D'or à la bande d'azur chargée de trois cristaux de neige d'argent, accompagnée en chef d'un coq de bruyère contourné de sable et en pointe d'un sapin de sinople. |
| Blason de Prémanon | Détails | Le statut officiel du blason reste à déterminer. |

| Blason de Publy | Blason  | D'azur à un chevron d'or accompagné de deux fleurs en chef et d'une tour en pointe, le tout d'or. |
| Blason de Publy | Détails | Le statut officiel du blason reste à déterminer.                                                  |

Petit Noir porte un pseudo-blason.
Pas d'information pour les communes suivantes : Pagney, Pagnoz, Le Pasquier, Passenans, Peintre (Jura), Peseux (Jura), Le Petit-Mercey, Les Piards, Pillemoine, Pimorin, Plainoiseau, Plaisia, Les Planches-près-Arbois, Plasne, Plénise, Plénisette, Poids-de-Fiole, Pointre, Pont-d'Héry, Ponthoux, Pratz (Jura), Prénovel, Présilly (Jura), Pretin, Pupillin

- Haut – A
- B
- C
- D
- E
- F
- G
- H
- I
- J
- K
- L
- M
- N
- O
- P
- Q
- R
- S
- T
- U
- V
- W
- X
- Y
- Z

## Q
| Blason de Quintigny | Blason  | De gueules au chevron ondé cousu d'azur*, chargé d'un chevronnel d'argent surchargé d'un étai d'or, le tout accompagné de trois fleurs de lis d'argent, la traverse et les arêtes d'or. |
| Blason de Quintigny | Détails | * Il y a là non-respect de la règle de contrariété des couleurs : ces armes sont fautives (azur sur gueules, or sur argent). Le statut officiel du blason reste à déterminer.           |

## R
| Blason de Rans | Blason  | Tranché : au 1er de gueules à la tête de cheval coupée et contournée d'argent, au 2e de sinople semé de feuilles de chêne d'argent alternant avec d'autres plus petites et versées du même ; à la cotice d'argent brochant sur la partition. |
| Blason de Rans | Détails | Adopté. |

| Blason de Ravilloles | Blason  | Taillé d'or au sapin arraché de sinople, et du même au bourdon du premier rayé de sable, ailé d'argent. |
| Blason de Ravilloles | Détails | Le statut officiel du blason reste à déterminer.                                                        |

| Blason de Revigny | Blason  | Taillé-ondé de sinople au viaduc d’or de trois arches et une demie à dextre, le tablier mouvant du chef et les piles mouvant du trait de partition ; et du premier à l’abeille d’argent au trait du second ; à la traverse ondée d’azur soutenue d’un filet ondé d’argent brochant sur la partition ; le tout sommé d’un comble d’or chargé de l’inscription REVIGNY en lettres capitales d’azur et d’une filière du premier. |
| Blason de Revigny | Détails | * Il y a là non-respect de la règle de contrariété des couleurs : ces armes sont fautives (azur sinople pour les lettres et trait d'or pour une abeille d'argent.). Création de Marie-Hélène Kaslauskas, adoptée le 2 juin 2008. |

| Blason de Rochefort-sur-Nenon | Blason  | Coupé d'argent au lion passant de gueules, et d'azur billetté d'or. |
| Blason de Rochefort-sur-Nenon | Détails | Le statut officiel du blason reste à déterminer.                    |

| Blason de Rothonay | Blason  | Tiercé en pairle renversé: au 1er d'azur semé de billettes d'or au lion couronné du même, armé et lampassé de gueules, au 2e d'argent à l'épée basse d'or posée en bande et supportant un manteau de gueules, au 2e de sinople au chêne d'or. |
| Blason de Rothonay | Détails | Le statut officiel du blason reste à déterminer. |

| Blason de Rousses (Les) | Blason  | Parti d'un coupé de gueules à la croix alésée d'argent et d'un tiercé en pal d'azur, d'argent et de gueules ; et d'azur à la tête de loup de sable allumée d'argent, surmontée de deux monts du même. |
| Blason de Rousses (Les) | Détails | * Il y a là non-respect de la règle de contrariété des couleurs : ces armes sont fautives (sable sur azur). Le statut officiel du blason reste à déterminer.                                          |

| Blason de Rye | Blason  | D'azur à l'aigle d'or.                           |
| Blason de Rye | Détails | Le statut officiel du blason reste à déterminer. |

Pas d'information pour les communes suivantes : Rahon (Jura), Rainans, Recanoz, Reithouse, Relans, Les Repôts, Rix (Jura), La Rixouse, Rogna (Jura), Romain (Jura), Romange, Rosay (Jura), Rotalier, Rouffange, Ruffey-sur-Seille

- Haut – A
- B
- C
- D
- E
- F
- G
- H
- I
- J
- K
- L
- M
- N
- O
- P
- Q
- R
- S
- T
- U
- V
- W
- X
- Y
- Z

## S
| Blason de Saint-Amour | Blason  | D'or au lion de sable, armé et couronné d'argent. |
| Blason de Saint-Amour | Détails | Le statut officiel du blason reste à déterminer.  |
| Blason de Saint-Amour | Alias   | D'argent au lion de sable, armé et couronné d'or. |

| Blason de Saint-Aubin | Blason  | D'azur au lion d'or.                             |
| Blason de Saint-Aubin | Détails | Le statut officiel du blason reste à déterminer. |

| Blason de Saint-Claude | Blason  | D'or au sapin arraché de sinople, au chef d'azur chargé d'un croissant d'argent. |
| Blason de Saint-Claude | Détails | Le statut officiel du blason reste à déterminer.                                 |

| Blason de Saint-Germain-en-Montagne | Blason  | Parti de sinople à saint Germain évêque de carnation, habillé d'argent, paré d'or, et d'argent au sapin au naturel ; le tout sommé d'un chef d'or chargé de l'inscription de sable « St GERMAIN-en-MONTAGNE » posée en arc de cercle. |
| Blason de Saint-Germain-en-Montagne | Détails | * Il y a là non-respect de la règle de contrariété des couleurs : ces armes sont fautives (or sur argent). Le statut officiel du blason reste à déterminer.                                                                           |

| Blason de Saint-Julien | Blason  | De gueules à trois jumelles en pal d'argent.     |
| Blason de Saint-Julien | Détails | Le statut officiel du blason reste à déterminer. |

| Blason de Saint-Laurent-en-Grandvaux | Blason  | Tranché: au 1er d'azur à l'étoile de huit rais d'argent, au 2e d'or plain au sapin arraché de sinople brochant ; à la cotice d'argent brochant sur le tout. |
| Blason de Saint-Laurent-en-Grandvaux | Détails | Le statut officiel du blason reste à déterminer. |

| Blason de Saint-Laurent-la-Roche | Blason  | D’or à deux étais de gueules rangés en fasce, la jambe senestre du premier et la jambe dextre du second passées en sautoir et unis à la croisure, la cime du 1er terminée par une croisette pattée, celle du 2d par une tour ajourée du champ ; la croisure cantonnée aux flancs et pointe de trois flammes du même, et en chef d’un écusson coupé de gueules à la fleur de souci d’or, et d’azur à l’épée d’argent. |
| Blason de Saint-Laurent-la-Roche | Détails | Le statut officiel du blason reste à déterminer. |

| Blason de Saint-Lupicin | Blason  | D'azur à une colonne romane posée sur un rocher alésé accosté des lettres S et L capitales, le tout d'or. |
| Blason de Saint-Lupicin | Détails | Le statut officiel du blason reste à déterminer.                                                          |

| Blason de Saint-Maurice-Crillat | Blason  | De gueules au chevron accompagné de deux étoiles en chef et d'une rose en pointe, le tout d'argent. |
| Blason de Saint-Maurice-Crillat | Détails | Le statut officiel du blason reste à déterminer.                                                    |

| Blason de Saint-Thiébaud | Blason  | Tiercé en pairle renversé: au 1er d'azur semé de billettes d'or et au lion du même brochant, au 2e d'argent à la grappe de raisin pamprée de sinople, au 3e de gueules à l'ermite d'argent vêtu d'or. |
| Blason de Saint-Thiébaud | Détails | Le statut officiel du blason reste à déterminer. |

| Blason de Sainte-Agnès | Blason  | D’argent à la chapelle du lieu d’or maçonnée de sable, essorée d’azur, ouverte et ajourée de gueules, posée sur une terrasse isolée de sinople. |
| Blason de Sainte-Agnès | Détails | Adopté. |

| Blason de Salans | Blason  | De gueules à deux filets en fasce abaissée, enserrant cinq filets en bande brochant sur cinq filets en barre, chaque filet d’argent chargé d’un filet de sable, le tout surmonté d’une tour hexagonale non-crénelée d’argent ajourée et couverte de sable, mouvant d’un mur alésé d’argent maçonné de sable, l’édifice accosté de deux branches, à dextre de pommier, à senestre de chêne, fruitées chacune d’une pièce et affrontées, d’or ; en pointe, à une trangle ondée d’argent, surmontée de trois gouttes de même. |
| Blason de Salans | Détails | Le statut officiel du blason reste à déterminer. |

| Blason de Séligney | Blason  | Tiercé en pairle renversé : au 1er de gueules à un cerf passant d'or, au 2e d'argent à un chêne coupé de sinople, fûté de tenné et englanté d'or, au 3e d'azur à un pont droit de deux arches, alésé, d'argent, maçonné de sable et soutenu d'une trangle ondée d'argent. |
| Blason de Séligney | Détails | Le statut officiel du blason reste à déterminer. |

| Blason de Salins-les-Bains | Blason  | D'or à la bande de gueules.                      |
| Blason de Salins-les-Bains | Détails | Le statut officiel du blason reste à déterminer. |

| Blason de Sellières | Blason  | D'azur à trois salières d'argent.                                 |
| Blason de Sellières | Détails | Armes parlantes. Le statut officiel du blason reste à déterminer. |

| Blason de Supt | Blason  | Parti d'or et de sinople, à l'arbre ramé de deux branches, l'une d'érable, l'autre de sapin, passées en sautoir, de l'un en l'autre , soutenant chacune un écureuil assis de gueules, brochant sur la ramure, celui de dextre tenant une pomme de pin d'or, celui de senestre, contourné, tenant une disamare d'or, l'arbre posé sur un mont de trois coupeaux mouvant de la pointe, vidé de l'un en l'autre et sommé d'un chevreuil passant de gueules brochant sur le fût de l'arbre. |
| Blason de Supt | Détails | Le statut officiel du blason reste à déterminer. |

Pas d'information pour les communes suivantes : Saffloz, Saint-Baraing, Saint-Cyr-Montmalin, Saint-Didier (Jura), Saint-Germain-lès-Arlay, Saint-Hymetière, Saint-Jean-d'Étreux, Saint-Lamain, Saint-Lothain, Saint-Loup (Jura), Saint-Maur (Jura), Saint-Pierre (Jura) Saizenay, Saligney, Sampans, Santans, Sapois (Jura), Sarrogna, Saugeot, Savigna, Senaud, Septmoncel, Sergenaux, Sergenon, Sermange, Serre-les-Moulières, Sirod, Songeson, Soucia, Souvans, Syam

- Haut – A
- B
- C
- D
- E
- F
- G
- H
- I
- J
- K
- L
- M
- N
- O
- P
- Q
- R
- S
- T
- U
- V
- W
- X
- Y
- Z

## T
| Blason de Tavaux | Blason  | Taillé: au 1er mi-taillé d'azur semé de billettes d'or, au lion du même brochant, armé et lampassé de gueules, au 2e de gueules à l'épi de blé d'or brochant sur une cornue contournée d'argent. |
| Blason de Tavaux | Détails | Le statut officiel du blason reste à déterminer. |

| Blason de Tour-du-Meix (La) | Blason  | De sinople à saint Christophe d'or issant, d'une bande ondée d'argent abaissée et surchargée d'une bande d'azur ; au franc quartier de gueules chargé d'une tour d'argent.                                                     |
| Blason de Tour-du-Meix (La) | Détails | La tour évoque la première partie du nom de la commune, Saint Christophe est le saint patron de la commune et les ondes représentent l'Ain qui arrose la commune. Création de Jean-François Binon adoptée le 12 novembre 2015. |

| Blason de Trenal | Blason  | De sable à saint Martin à cheval partageant son manteau avec un pauvre estropié, le tout au naturel. Devise / CriGenerosus (Généreux) |
| Blason de Trenal | Détails | Le statut officiel du blason reste à déterminer.                                                                                      |

Pas d'information pour les communes suivantes : Tassenières, Taxenne, Thervay, Thésy, Thoirette, Thoiria, Thoissia, Toulouse-le-Château, Tourmont

- Haut – A
- B
- C
- D
- E
- F
- G
- H
- I
- J
- K
- L
- M
- N
- O
- P
- Q
- R
- S
- T
- U
- V
- W
- X
- Y
- Z

## U
Pas d'information pour Uxelles

## V
| Blason de Vadans | Blason  | D'azur à six besants d'argent ordonnés 3, 2 et 1; au chef parti d'or à la cotice de sable et à la molette du même brochant en cœur, et d'or plain. |
| Blason de Vadans | Détails | Le statut officiel du blason reste à déterminer.                                                                                                   |

| Blason de Vaudrey | Blason  | Parti d'un coupé émanché de gueules et d'argent de deux pièces, et d'azur à la fasce d'or accompagnée en chef d'un croissant cousu* de sable.                |
| Blason de Vaudrey | Détails | * Il y a là non-respect de la règle de contrariété des couleurs : ces armes sont fautives (sable sur azur). Le statut officiel du blason reste à déterminer. |

| Blason de Vaux-sur-Poligny | Blason  | D'azur à trois bonnets albanais d'or.            |
| Blason de Vaux-sur-Poligny | Détails | Le statut officiel du blason reste à déterminer. |

| Blason de Vernantois | Blason  | De sinople à une grappe de raisin de pourpre ; chaussé d'or; à la roue de moulin d'argent mouvant d'une fasce ondée d'azur brochant sur le tout.                  |
| Blason de Vernantois | Détails | * Il y a là non-respect de la règle de contrariété des couleurs : ces armes sont fautives (pourpre sur sinople). Le statut officiel du blason reste à déterminer. |

| Blason de Vernois | Blason  | Coupé emmanché de deux pièces de gueules et d'or. |
| Blason de Vernois | Détails | Le statut officiel du blason reste à déterminer.  |

| Blason de Vieille-Loye (La) | Blason  | De sinople à trois cannes de verrier à l'embouchure de chacune desquelles est fixé un clavelin, le tout d'argent, posées l'une en pal et les deux autres, renversées, en sautoir, toutes trois feuillées de deux pièces sous le manche, celle en pal de chêne, celle en bande de hêtre et celle en barre de charme ; à l’étoile à six rais anglée d'autant de rais flamboyants, le tout d'or liseré de même, brochante en cœur. Devise / CriDe la matière à la lumière |
| Blason de Vieille-Loye (La) | Détails | Son créateur, Nicolas Vernot, l'explique ainsi : L’étoile à douze branches au centre d’un écu vert symbolise cette clairière lumineuse qui est à l’origine du village et qui en fait aujourd’hui encore toute l’originalité (la Vieille-Loye est un des seuls villages de France à se trouver intégralement dans une clairière). Les feuilles de chêne, de charme et de hêtre figurent les trois essences dominantes. La Vieille-Loye abrite les bâtiments d’une des plus anciennes verreries de France, réputée dans tout le pays et même au-delà pour la qualité de ses produits et notamment ses bouteilles qui permirent, en Franche-Comté, la conservation du vin du Jura. Le statut officiel du blason reste à déterminer. |

| Blason de Villard-Saint-Sauveur | Blason  | De gueules au pairle ondé d'argent chargé d'un pairle ondé d'azur, accostés de deux couronnes de laurier d'or et surmontés d'un diamant d'argent. |
| Blason de Villard-Saint-Sauveur | Détails | Créé par JF Binon. Sur IntraMuros 2022 |

| Blason de Villers-Farlay | Blason  | D'or au lion de gueules.                         |
| Blason de Villers-Farlay | Détails | Le statut officiel du blason reste à déterminer. |

| Blason de Villette-lès-Dole | Blason  | De gueules à la champagne ondée fascée d'argent et d'azur de six pièces, à l'épi de blé d'or mouvant de la champagne, accosté de deux demi-vols adossés d'argent en chef, à l'agneau pascal aussi d'argent tenant de sa patte dextre une bannière du même chargée d'une croisette de sable, la hampe croisée du même en barre, brochant sur le tout. |
| Blason de Villette-lès-Dole | Détails | Le statut officiel du blason reste à déterminer. |

| Blason de Villey (Le) | Blason  | Coupé d'un échiqueté d'or et de gueules, et d'azur aux trois quintefeuilles d'argent ; au franc-canton du même chargé d'une merlette de sable. |
| Blason de Villey (Le) | Détails | Le statut officiel du blason reste à déterminer.                                                                                               |

| Blason de Vincelles | Blason  | D’azur à la représentation de la ville d’or à dextre et d’argent à senestre, essorée de gueules, à la champagne crénelée d’or, les merlons coupés d’argent et d’or, les créneaux coupés et remplis du champ et d’argent, le champagne chargée de l’inscription « VINI CELLA » de sable. |
| Blason de Vincelles | Détails | Le statut officiel du blason reste à déterminer. |

| Blason de Voiteur | Blason  | D'or à la bande de sable chargée de trois briquets du champ. |
| Blason de Voiteur | Détails | Le statut officiel du blason reste à déterminer.             |

Pas d'information pour les communes suivantes : Val-d'Épy, Valempoulières, Valfin-sur-Valouse, Vannoz, Varessia, Le Vaudioux, Vaux-lès-Saint-Claude, Vercia, Verges (Jura), Véria, Vers-en-Montagne, Vers-sous-Sellières, Vertamboz, Vescles, Vevy, Villard-sur-Bienne, Villards-d'Héria, Villechantria, Villeneuve-d'Aval, Villeneuve-lès-Charnod, Villeneuve-sous-Pymont, Villers-les-Bois, Villers-Robert, Villerserine, Villette-lès-Arbois, Villevieux, Vincent (Jura), Viry (Jura), Vitreux, Vosbles, Vriange, Vulvoz

- Haut – A
- B
- C
- D
- E
- F
- G
- H
- I
- J
- K
- L
- M
- N
- O
- P
- Q
- R
- S
- T
- U
- V
- W
- X
- Y
- Z